# Hush (pel·lícula de 2016)
Hush és una pel·lícula slasher estatunidenca de 2016 dirigida i editada per Mike Flanagan, i protagonitzada per Kate Siegel, que també va coescriure la pel·lícula amb Flanagan. Fou protagonitzada per John Gallagher Jr., Michael Trucco, Samantha Sloyan, i Emilia "Emma" Graves. Va ser produïda conjuntament per Trevor Macy a través de Intrepid Pictures i Jason Blum a través de Blumhouse Productions.
La pel·lícula es va estrenar a South by Southwest el 12 de març de 2016, i va ser llançat per Netflix el 8 d'abril de 2016. It received positive reviews from critics, who praised the performances and atmosphere.
La pel·lícula ha estat refeta dues vegades a l'Índia, una vegada com la pel·lícula en hindi Khamoshi (juny de 2019), i de nou com la pel·lícula en tàmil Kolaiyuthir Kaalam (August 2019). Les dues pel·lícules de remake van ser dirigides per Chakri Toleti. Midnight Mass, una minisèrie basada en la història dins d'una història del mateix nom a Hush , també creada i dirigida per Flanagan, i protagonitzada per Siegel, es va estrenar a Netflix el 24 de setembre de 2021.

## Argument
L'autora de terror sordomuda Maddie Young va perdre les seves habilitats per escoltar i parlar després de contraure una meningitis bacteriana als 13 anys, causant pèrdua auditiva i parèsia de corda vocal temporal que es va convertir en permanent després d'una cirurgia sense èxit.
Després de l'aclamació de la crítica de la seva novel·la Midnight Mass, Maddie ha marxat de Nova York per a una vida solitària al bosc amb el seu gat, lluitant per escriure el seu proper llibre. La seva veïna Sarah la visita per tornar una còpia de la seva novel·la, i discuteixen l'aïllament de Maddie i el desig de Sarah d'aprendre més llengua de signes. Més tard aquella nit, un assassí emmascarat amb una ballesta persegueix Sarah ensangonada fins a casa de la Maddie, però els seus crits d'ajuda passen desapercebuts i l'assassí mata a punyalades la Sarah.
L'assassí dedueix ràpidament que Maddie és sorda i decideix convertir-la en la seva propera víctima. Entrant furtivament a dins, li roba el mòbil mentre ella està fent una videotrucada amb la seva germana, Max, i fa fotos de Maddie que rep al seu ordinador. L'assassí es revela a l'exterior, perseguint la Maddie mentre tanca frenèticament les seves portes, abans que talli l'energia de la casa i punxi els pneumàtics del seu cotxe. Maddie escriu "no ho dirà, no veia la cara, el nuvi torna a casa" a la porta de vidre amb pintallavis, però l'assassí respon traient-se la màscara. En assabentar-se que pot llegir els llavis, ell amenaça amb prendre el seu temps aterroritzant-la abans d'entrar.
En burlar la Maddie fent servir el cadàver de la Sarah per trucar a una finestra, l'assassí es distreu quan la Maddie activa l'alarma del seu cotxe. Ella obre una finestra i intenta recuperar el telèfon de Sarah, però l'assassí torna, i la Maddie el fereix al braç amb un martell abans de tancar-se de nou a dins. Aviat surt i intenta córrer, però es veu obligada a tornar a dins després d'evitar per poc les fletxes de l'assassí. Intentant escapar per una finestra del segon pis, Maddie rep un tret a la cama, però aconsegueix fer caure l'assassí del terrat i robar-li la ballesta abans de retirar-se dins.
Mentre Maddie, malferida, lluita per armar la ballesta, el xicot de Sarah, John, arriba buscant la Sarah. L'assassí es fa passar per un oficial de policia que respon a una trucada, però en John sospita quan l'assassí deixa caure l'arracada de Sarah, presa com a trofeu. Abans que John pugui sotmetre l'assassí amb una pedra, Maddie el distreu sense voler colpejant la finestra, i l'assassí el clava mortalment al coll. John, moribund, agafa l'assassí pel coll per permetre a Maddie escapar, però s'adona que serà atrapada o morirà desagnada; la seva única oportunitat de supervivència és lluitar.
A fora, l'assassí es prepara per matar el gat de la Maddie, però ella li dispara a l'espatlla amb la ballesta. Corrent cap a dins, la Maddie deixa caure l'última fletxa i l'aconsegueix, però l'assassí li tanca la porta corredissa al canell. Trepitjant-li el braç, permet a la Maddie tirar la seva mà destrossada dins i tancar la porta. Quan ell amenaça d'entrar a la casa, la Maddie escriu "fes-ho, covard" a la porta amb la seva pròpia sang. Mentre l'assassí colpeja la porta amb una planxa de pneumàtics, la Maddie utilitza el seu ordinador portàtil per escriure una descripció de l'assassí i un missatge a la seva família, abans de tancar-se al bany, armada amb un ganivet.
A falta de trencar la porta, l'assassí s'estavella a través de la claraboia del bany darrere de la Maddie, desapercebut fins que respira al seu coll. Ella l'apunyala al genoll i ell la persegueix fins a la cuina, on l'encega amb un insecticida i el desorienta amb la seva alarma de fum visual. Comença a estrangular-la, però ella l'empala al coll amb un llevataps, finalment matant-lo. Recuperant el seu telèfon del seu cadàver, la Maddie marca 9-1-1 i s'asseu fora amb el seu gat, somrient quan arriba la policia.

## Repartiment
- Kate Siegel com a Madison "Maddie" Young
- John Gallagher Jr. com a The Man
- Michael Trucco com a John Stanley
- Samantha Sloyan com Sarah Greene
- Emma Graves com a Max, la germana de Maddie

## Producció
No es va saber res del projecte fins al setembre de 2015, quan la seva existència es va revelar en una projecció de compradors al Festival Internacional de Cinema de Toronto de 2015. Es va revelar que Mike Flanagan havia dirigit la pel·lícula, i la va escriure conjuntament amb la seva dona Kate Siegel, que també la protagonitza.
Flanagan va dir que va convertir el personatge principal en un sordmut perquè volia dirigir una pel·lícula "sense diàlegs". La possibilitat de fer la pel·lícula completament muda es va considerar breument, però aviat es va abandonar quan Flanagan va decidir que generar tensió amb aquesta limitació seria "impossible". Flanagan també va assenyalar que el públic objectiu no s'hauria acostumat a les pel·lícules mudes i, com a tal, "buscaria qualsevol tipus d'estímul d'àudio en qualsevol altre lloc de l'entorn" o simplement optaria per no veure la pel·lícula.
El guió en si consistia principalment en indicacions d'escena, que Flanagan i Siegel van desenvolupar actuant a casa seva. El fet que gran part del guió estigués basat al voltant de la casa de Flanagan i Siegel va resultar problemàtic per al rodatge, ja que quan van anar a rodar la pel·lícula a Alabama, no van trobar una casa prou semblant a la seva i van haver de modificar significativament el guió de la pel·lícula. Flanagan també va trobar reptes a la ubicació única i va haver de planificar la fotografia per mantenir la pel·lícula interessant per al públic, sobretot tenint en compte el caràcter mut de la protagonista; amb aquesta finalitat, Flanagan va utilitzar una Steadicam per seguir tots els moviments de Siegel, juntament amb un micròfon boom i un observador, per fer el moviment més "dinàmic". L'àudio resultant d'aquestes escenes no es va poder utilitzar i es va haver de tornar a fer en post, amb Flanagan assenyalant que l'àudio inicialment "sonava com un ramat d'elefants".
Per representar el món de Maddie, es van utilitzar diversos sons ambient, com ara el so de les màquines d'ultrasò. Flanagan no volia utilitzar el silenci pur per a aquestes escenes, ja que encara sentia que faria que els espectadors fossin encara més conscients del seu entorn i els trauria de l'experiència. Com a resultat de la instal·lació de la càmera esmentada anteriorment, Siegel va haver de doblar la seva pròpia respiració a la pel·lícula final. La banda sonora de la pel·lícula va ser composta per The Newton Brothers.

## Estrena
Hush es va estrenar a South by Southwest el 12 de març de 2016. Abans de l'estrena, Netflix va adquirir els drets de distribució de la pel·lícula arreu del món, que es va estrenar el 8 d'abril.
El 7 d'abril de 2023, la pel·lícula va ser eliminada de Netflix quan la llicència de distribució de l'empresa va caducar. Això va ser confirmat per Flanagan, afirmant que "només l'han donat la llicència durant 7 anys", alhora que també va declarar les intencions d'un llançament físic en el futur. Shout! Studios va estrenar la pel·lícula a vídeo a la carta el 27 d'agost de 2024, abans del seu llançament limitat al 6 d'octubre 2024.

### Llançament e nmitjans domèstics
Una versió física en 4K Ultra HD Blu-ray per a col·leccionistes per Shout! Studios va ser llançat el 26 de novembre de 2024, que incloïa un "Shush Cut" en blanc i negre mai vist abans.

## Recepció
Al lloc web de l'agregador de ressenyes Rotten Tomatoes, la pel·lícula té un índex d'aprovació del 91% basat en 45 ressenyes, amb una valoració mitjana de 7,5/10. El consens dels crítics del lloc diu: "Hush navega per les aigües sagnants dels thrillers d'invasió domèstica i els slashers incisius per a un puré de terror contemporani". A Metacritic, la pel·lícula té una puntuació mitjana ponderada de 67 sobre 100, basada en les crítiques de set crítics, que indiquen "crítiques generalment favorables".
Benjamin Lee de The Guardian va dir que Hush "ofereix un suspens enginyós" i li va concedir quatre estrelles de cinc. Geoff Burkshire de Variety, tot i que va criticar el tercer acte de la pel·lícula, la va anomenar "una de les preparacions més inspirades que han sorgit de la línia de muntatge de thrillers de terror de Blumhouse en els últims anys". Michael Gingold de Fangoria va donar a la pel·lícula 3,5/4 estrelles, anomenant-la "una bona pel·lícula de por veritablement a l'antiga". Jasef Wisener de TVOvermind va donar a la pel·lícula un 4,7/5, assenyalant que "Gràcies a les actuacions dels seus dos protagonistes, Hush té èxit en gairebé tots els aspectes i ofereix una de les millors pel·lícules de terror de la història moderna." Richard Newby del lloc web Audiences Everywhere va anomenar la pel·lícula "un clàssic de la pel·lícula slasher moderna que no s'ha de perdre."
Stephen King va escriure sobre la pel·lícula el 20 d'abril de 2016, dient: "Què és bona Hush? Allà dalt amb Halloween i, encara més, Sola en la foscor. Temps d'artell blanc. A Netflix." El cineasta William Friedkin, director de L'exorcista, també va comentar la pel·lícula, dient que "HUSH és una gran pel·lícula de terror... a Netflix. Aterridora."

## Seguiments

### Remaques
El 2019, dos remakes separats de Hush, dirigits per Chakri Toleti, es van estrenar a l'Índia: Kolaiyuthir Kaalam (tamil) i Khamoshi (hindi).

### Minisèries
El 24 de setembre de 2021 es va estrenar a Netflix Midnight Mass, una minisèrie basada en la història dins d'una història del mateix nom de  Hush (la novel·la de l'autora protagonista sordmuda aclamada internacionalment aclamada internacionalment  Madison "Maddie" Young), també creada i dirigida per Flanagan i protagonitzada per Siegel.